# 酒井康
酒井 康（さかい こう、10月26日 - ）は、日本の音楽評論家。

## 来歴
東京都出身。プロミュージシャン（キーボーディスト）から新興音楽出版社（後のシンコー・ミュージック・エンタテイメント）の書籍部を経て、1970年代後半に同社の洋楽専門誌ミュージック・ライフ編集部へ移る。後に副編集長を務める。ヘヴィメタルを中心に評論家として活動し、レコードの解説も執筆していた。
1984年、日本初のヘヴィメタル専門誌BURRN!を創刊し、初代編集長に就任。
1991年に株式会社バーン・コーポレーション（シンコー・ミュージック・エンタテイメント系列）を設立、代表取締役社長に就任した。1993年12月号を最後にBURRN!編集長を辞任（後任は同誌副編集長の広瀬和生）、社長業に専念する。
1994年にはBURRN!別冊「炎」を創刊（1998年に休刊）、編集長を務めるが、1995年にその座を当時BURRN!副編集長の平野和祥に譲り、編集顧問に就任。
2013年9月、バーン・コーポレーション閉鎖に伴い、BURRN!2013年11月号から1990年以来編集・発行もシンコーミュージックとなり、酒井はシンコーの社員として復帰したが、BURRN!とは今後無関係な立ち位置となった（「BURRN!」及び「Heavy Metal Syndicate」の項目参照）。
藤井ペイジ（お笑いコンビ飛石連休）とラジオ番組『Heavy Metal Syndicate』のDJを務めていた。番組は2014年6月30日終了。

## 人物
- 尊敬している雑誌編集者は『暮しの手帖』の編集長であった花森安治[1]。
- BURRN!の編集長を創刊から1993年12月号まで担当していたが、辞めた理由について「アンスラックスやセパルトゥラみたいな短パン穿いてる連中が表紙になる雑誌はやりたくない」という理由で降りている。[2]特にアンスラックスに関しては「漫画みたいな奴が野球帽被って半ズボン穿いてるのは嫌だ」との事である[2]。1990年代前半からの所謂モダン・ヘヴィネスには徹底して敵対的な姿勢をとっていた。
- 音楽だけでなくスポーツやお笑いにも詳しい。お笑いに詳しいのは、かつてお笑い芸人を目指していたため。サッカーはドイツのファン[3]。
- かなりの巨漢であり、「炎」に『ヘヴィメタルとダイエット』というコラムを寄稿したこともある。
- 音楽の趣向は非常に偏っており、ヘヴィメタルに関しても正統派や様式美を重視する傾向がある。BURRN!編集部の前田岳彦は酒井の事を、「エクストリーム・メタルと女性ヴォーカル・メタルが嫌いで、日本のバンドの9割9分9厘を認めていない人」と批判している[4]。彼に認められた数少ない日本のバンドはVOWWOWとX JAPAN（ただし、「マホガニー・ラッシュをカヴァーしたセンス」という限定的な評価）、紫、ANTHEM、Outrage[注 1]と言われている。
- 聖飢魔IIのデビュー作『聖飢魔II〜悪魔が来たりてヘヴィメタる』に「技術はあるのに邪道に走ってしまった」との理由でBURRN!史上初の0点という評価を下した[5][注 2]。
- 増田勇一がBURRN!創刊メンバーとなったのは酒井が増田に電話をしてBURRN!創刊に誘ったことによる[6]。当時の増田には正社員勤務していた出版会社に残るか、元上司の紹介によりロックバンドのマネジメントになるか、BURRN!創刊に参加するか、の選択肢となったが、酒井からのBURRN!創刊の誘いを選択した[6]。
- 「HMサウンドハウス」というイベントを伊藤政則と不定期で行っている。

## 著書
- 売名行為（1991年3月、シンコー・ミュージック）
- 永久追放（1991年10月、シンコー・ミュージック）
- 虹色の音詞（1998年12月、シンコー・ミュージック）
- 虹色の音詞II（1999年5月、シンコー・ミュージック）
- クラシックロック語録（2014年3月、シンコー・ミュージック）監修と序文を担当・シンコー復帰後の出版物